# Tlustý Tony
Tlustý Tony, vlastním jménem Marion Anthony D'Amico, je fiktivní postava z amerického animovaného seriálu Simpsonovi. Poprvé se objevil v epizodě Bart vrahem ze 3. řady. Tlustý Tony je mafián a šéf springfieldské mafie. Mezi jeho nohsledy patří Nohatej, Louie a Johnny „Kamennej ksicht“ a zodpovídá se Donu Vittoriu DiMaggiovi. Po smrti původního Tlustého Tonyho v epizodě 22. řady Krycí jméno Donnie Špekoun se představuje téměř identický bratranec této postavy stejného jména. Postavy se poněkud podobají skutečnému mafiánovi Anthonymu Salernovi. 

## Profil

### Tlustý Tony
Marion Anthony „Tlustý Tony“ D'Amico stál za několika springfieldskými kriminálními podniky. Provozuje nelegální hazardní hry, pašuje cigarety a alkohol a provádí podvody a prodej falešných průkazů totožnosti. V dílu Pokřivený svět Marge Simpsonové uzavře Homer smlouvu s mafií, aby vyhnal Marginy konkurenční distributory občerstvení. V epizodě Střet s mafií si Tlustý Tony vezme na mušku starostu Quimbyho jako odvetu za razii v jejich závodě na výrobu krysího mléka, proti které se Quimby postaví. Tlustý Tony rovněž vypíše zakázku na Homera poté, co jeho soukromá bezpečnostní služba naruší zájmy mafie v díle S Homerem přijde zákon. Homer by byl gangstersky popraven, kdyby mu Maggie nepřišla na pomoc se svou puškou. Svého syna Michaela poprvé Tlustý Tony zmíní, když mluví s Marge v díle Vypráskaný práskač a říká, že ho někdy vozila ze školy domů. Řádně je pak představen v epizodě Žabař, kuchař, manželka a její Homer. V epizodě se také dozvídáme, že manželka Tlustého Tonyho byla ubita „přirozenou smrtí“. Tlustý Tony a jeho společníci se scházejí v takzvaném Společenském klubu legálních podnikatelů.
Tlustý Tony umírá ve 22. řadě v dílu Krycí jméno Donnie Špekoun na infarkt.

### Tenký Tony
Poté, co původní Tlustý Tony v dílu Krycí jméno Donnie Špekoun zemře na infarkt, nahradí jej jeho štíhlejší bratranec Anthony Paul „Tenký Tony“ D'Amico. Na konci dílu se však Tenký Tony začne věnovat jídlu jako způsobu, jak se vyrovnat se stresem z pokusů o atentát. Jeho přibývání na váze způsobuje změnu přezdívky na „Tlustý Tony“, čímž se v podstatě obnovuje původní postava. V díle Zoufalé manželky Tlustého Tonyho se údajně ožení se Selmou, ale vztah se rozpadne, když Selma zjistí, že Tony už je ženatý s jinou ženou. Tato iterace Tonyho, ačkoli má podobný charakter, má pozoruhodné rozdíly ve vzhledu. Má světlejší pleť než původní Tlustý Tony, má tmavší odstín vlasů a nosí červenou polokošili. 

## Jméno
O skutečném jménu Tlustého Tonyho se vedou spory, protože v průběhu seriálu se objevilo několik různých skutečných jmen. V epizodě Bart vrahem ze 3. řady je Tlustý Tony ve zprávě, kterou podává Kent Brockman, označen jako William „Tlustý Tony“ Williams, což je pravděpodobně pseudonym. V epizodě 8. řady Zuřící býk Homer hlasatel při Homerově boxerském zápase proti Dredericku Tatumovi označuje Tlustého Tonyho jako Anthonyho D'Amica, kterým ho později nazývá také například FBI. V epizodě 12. řady Napravení šíleného klauna Frankie Práskač tvrdí, že křestní jméno Tlustého Tonyho je Marion, což je odkaz na skutečné jméno herce Johna Waynea, Marion Robert Morrison.

## Postava

### Vývoj
Poprvé se Tlustý Tony objevil v epizodě Bart vrahem ze 3. řady. Scenáristé epizodu vymysleli ještě před uvedením filmu Mafiáni, který má podobnou zápletku. Když byl film oficiálně uveden, scenáristé na něj do epizody zakomponovali odkazy. Předlohou pro Tlustého Tonyho byl Paul Sorvino, který ve filmu Mafiáni hrál mafiána Paula Cicera. Vzhled Louieho, jednoho z Tonyho poskoků, byl založen na dalším herci z Mafiánů, Franku Siverovi. V epizodě Krycí jméno Donnie Špekoun Tlustý Tony umírá na infarkt; jeho bratranec Tenký Tony nastupuje na jeho místo šéfa syndikátu, ale brzy se mu začne říkat Tlustý Tony kvůli přejídání způsobenému stresem. 

### Hlas
Autoři původně chtěli, aby Tlustého Tonyho namluvil Sheldon Leonard. Když se jim ho nepodařilo získat, obsadili Joea Mantegnu, což je jeho nejdéle ztvárňovaná role. Mantegna řekl: „Člověk se cítí poctěn, že ho požádali o hlas. To, že vás přivedou zpět a dál píší pro tu postavu, je velmi uspokojující.“. Mantegna svůj chraplavý hlas pro Tlustého Tonyho založil na svém strýci Willym, dlouholetém kuřákovi cigaret. Trvá na tom, že producenti nesmí „nechat nikoho jiného dělat jeho zvuky“, dokonce zašel tak daleko, že řekl: „Když Tlustý Tony kýchne, chci být u toho.“. Na to se odkazuje v epizodě 20. řady Sexy koláčky a hlupák v nesnázích, kde scénář vyžadoval pouze chrčení. Navzdory tomu Phil Hartman namluvil postavu v epizodě 7. řady Ryba jménem Selma. Mantegna namluvil Tlustého Tonyho ve scéně v Simpsonových ve filmu, která byla málem vystřižena. Z epizod s Tlustým Tonym má Mantegna nejraději díly Bart vrahem a Žabař, kuchař, manželka a její Homer, protože se jedná o první výskyt postavy a premiéru řady.

## Přijetí
Server IGN zařadil Tlustého Tonyho na 18. místo svého seznamu 25 nejlepších vedlejších postav Simpsonových z roku 2006. Server Star News Online uvedl Joea Mantegnu jako jeden ze 400 důvodů, proč mají Simpsonovy rádi. V roce 2007 Adam Finley z TV Squad označil Mantegnu za jednu z pěti nejlepších hostujících hvězd Simpsonových a Vanity Fair označil díl Bart vrahem za osmou nejlepší epizodu seriálu s tím, že „tato epizoda se do výběru dostala díky inspirativní mafiánské satiře“. Společnost Playmates Toys vyrobila figurku Tlustého Tonyho jako součást řady hraček World of Springfield.